# 巴拉圭—日本關係
日本－巴拉圭关系（日语：日本とパラグアイの関係）是指日本国和巴拉圭的外交关系。两国在政治、经贸与文化等领域交流频繁，关系紧密。巴拉圭也被認為是世界上最親日的國家之一。目前，两国互设大使馆，日本还在日侨较多的巴拉圭城市恩卡纳西翁设有领事馆。

## 历史概况
两国关系可以追溯到1912年，当时即有一名为佐幸田兼藏的日本人移民至巴拉圭，在卡萨多港的单宁工厂务工。在1916年，另一个日本人福岡庄太郎则从北美洲迁来巴拉圭亚松森。
巴拉圭于1919年11月17日与日本签署贸易协定并于当日建交，1922年以后，两国亦互派使节，日本也是巴拉圭在亚洲的第一个邦交国。 
1936年，长期为日本人移民热门国家的巴西对日本人施加移民限制。但當時的巴拉圭總統尤塞比奥·阿亚拉同意日本人移民到巴拉圭，因此，日裔巴西人開始在巴拉圭尋找移住地，其后，在日裔巴西人宮坂国人的协助下，第一批日侨移民在巴拉圭的巴拉瓜里省拉科尔梅纳镇定居下来，在当地开展垦殖，种植蔬菜水果。
第二次世界大战爆发后，巴拉圭国内的军官和政府官员公开同情包括日本在内的轴心国。而当时的巴拉圭的警察局长甚至以德国元首希特勒、日本天皇裕仁的名字给自己的儿子取名为阿道夫·裕仁。尽管如此，1941年12月，珍珠港事件后，在美国的压力下，巴拉圭还是于1942年1月28日与日本断交，並派出軍隊接管拉科爾梅納等日僑移民村。1945年2月7日，巴拉圭对日本宣战。
1951年9月8日，旧金山和约签订，日本与巴拉圭均参与签订了合约，其后，日本政府于1951年11月28日批准该和约，两国亦于1953年1月15日复交。1956年，日本也在巴拉圭首都亚松森建立了公使馆，并于1961年升格为大使馆。同时，第二批日侨移民开始到巴拉圭南部伊塔普阿省的皮拉波和拉帕斯，以及上巴拉那省的伊瓜苏镇。

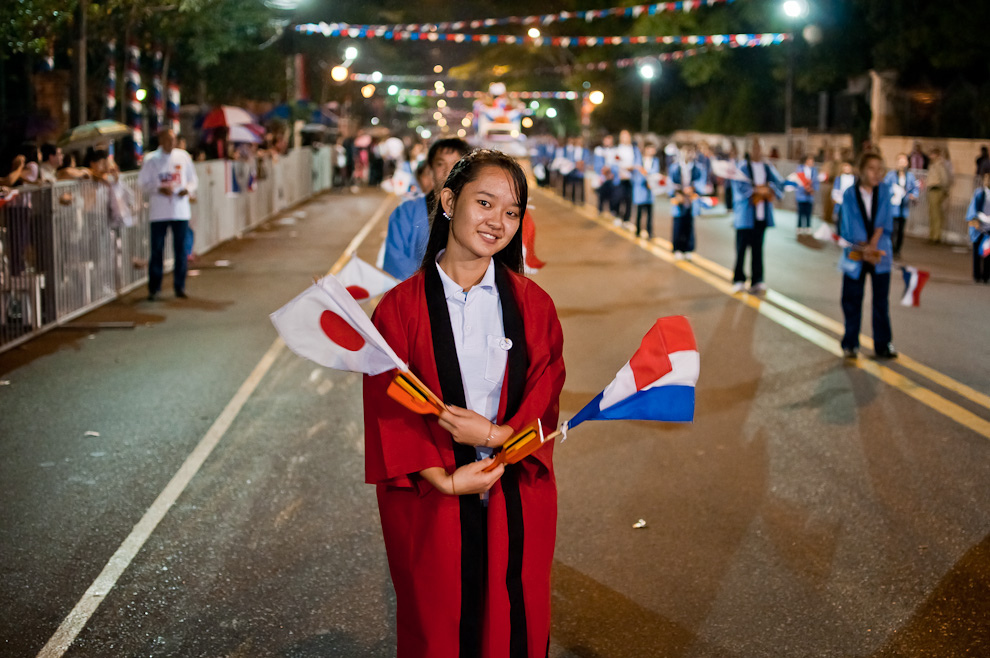
日裔巴拉圭人庆祝巴拉圭独立，手中同时拿着巴拉圭国旗和日本国旗

自1954年史托斯纳尔发动政变以来，巴拉圭一直与日本保持着非常友好的关系，史托斯纳尔总统与明治天皇同日（11月3日）生日，曾自称为“明治天皇的转世”，其人在任期间亦于每年十二月前往拉科尔梅纳视察工作。史托斯纳尔对于日本明治维新、战后经济的复苏拥有兴趣，更于1972年访问日本。史托斯纳尔下台后，两国仍然维持着较好的关系。1989年，巴拉圭政府决定无限期延长1959年两国签署的移民协定的有效期，据协定，巴拉圭可以接纳8万5千余日侨。
2010年1月，巴拉圭外长拉科戈纳塔赴日本东京出席第四届东亚—拉美论坛外长会议亦访问日本。2011年3月日本东北部发生特大地震灾害后，巴政府向日提供援助。同年6月，日本外相松本刚明访巴，两国签署《粮食安全合作协议》，同年8月，日本向巴提供1900万美元援助，用于为偏远地区修建自来水管网等公共设施。2014年6月，巴总统卡特斯访日，与日本首相安倍晋三举行会谈并签署援助协议。2018年12月，日本首相安倍晋三访问巴拉圭。
2021年10月5日，巴拉圭政府决定授予日本秋筱宫文仁亲王、真子内亲王“巴拉圭国家功劳勋章”，以表彰两人为促进日巴关系发展的贡献。

## 经贸合作关系
日本长期为巴拉圭最大的援助国。
据日本财务省2021年统计，巴拉圭对日出口额达到66.4亿日元，主要向日本出口芝麻和大豆油，而日本对巴出口额达到96.1亿日元，主要向巴拉圭出口橡胶和机电产品。
矢崎总业、常石造船、住友集团等日本企业也在巴拉圭投资各种产业，帮助巴拉圭改良生产技术，发展制造业。
巴拉圭政府於2010年6月1日與日本政府簽署協議，採用日本改良自歐規DVB系統的SBTVD（即ISDB）做為巴拉圭國內數位電視的訊號標準，2011年8月15日開始播出。

## 旅遊

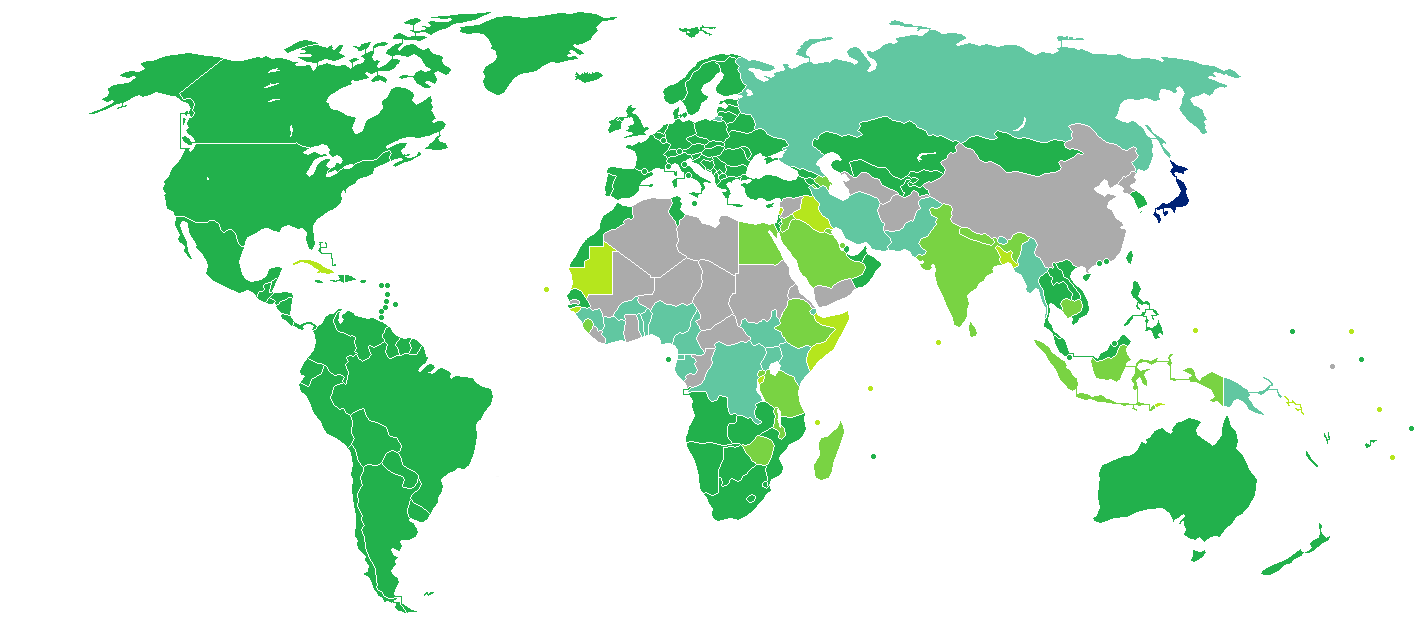
持日本護照的日本公民可以免簽證的方式入境巴拉圭。

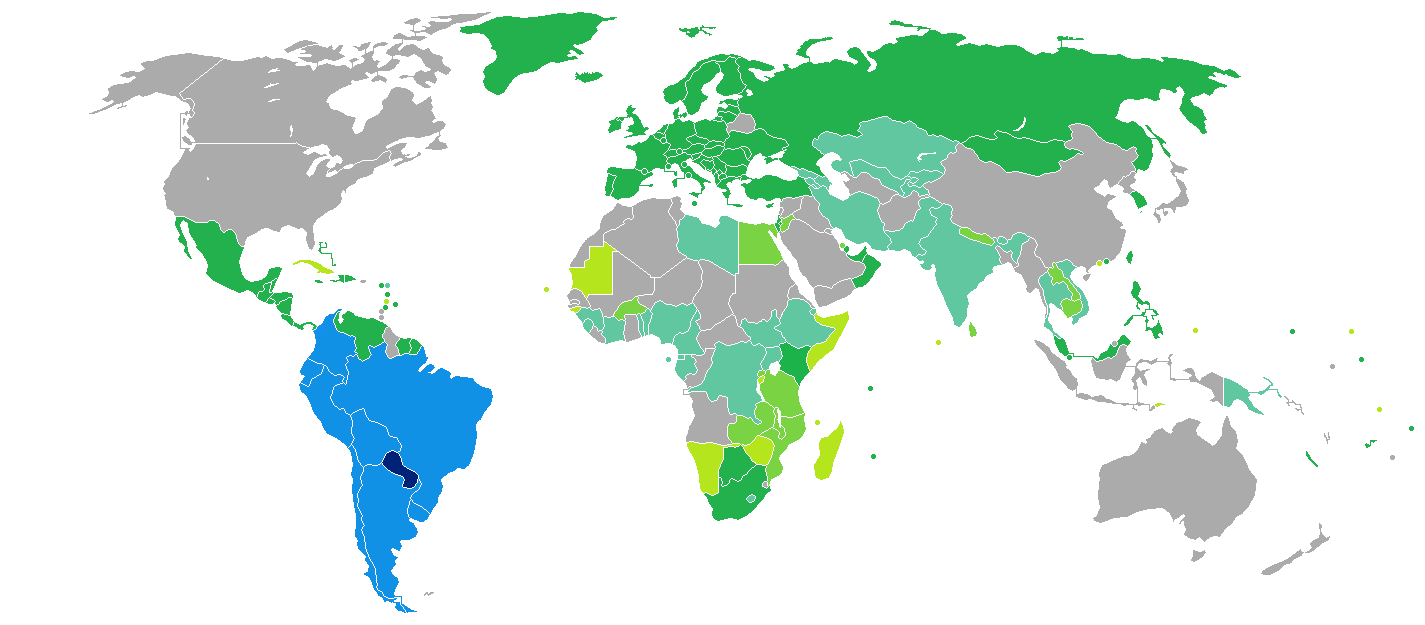
持巴拉圭護照的巴拉圭公民需要提前申请签证才能入境日本。

### 簽證
參見：日本簽證政策和日本公民簽證要求
以及：巴拉圭簽證政策和巴拉圭公民簽證要求
持有日本護照的日本公民可以免簽證的方式入境巴拉圭停留90天。
持巴拉圭護照的巴拉圭公民原需要提前申请签证才能入境日本，2025年6月後，巴拉圭國民将可以免签证入境日本，停留不超过90天。

## 文教交流
日本长期为巴拉圭留学生提供国費奨学金。其中，巴拉圭教员迪奥尼西奥·奥尔特加曾经在日本留学访问，因为有感于日本的教育理念之先进而于归国后创立了日本学校大学，他希望借此将传统的日本文化和教育理念相结合，在巴拉圭创造出独特的人本教育体系，培养学生成为能够贡献巴拉圭、日本乃至国际社会的人才。当中，教育及人文学院的教学理念已经得到巴拉圭教育部的高度评价，秋筱宫文仁亲王曾于2006年访巴期间参观日本学校大学。此外，在亚松森、拉科尔梅纳等城市亦有日本人学校，以及为日侨开办的中小学校。

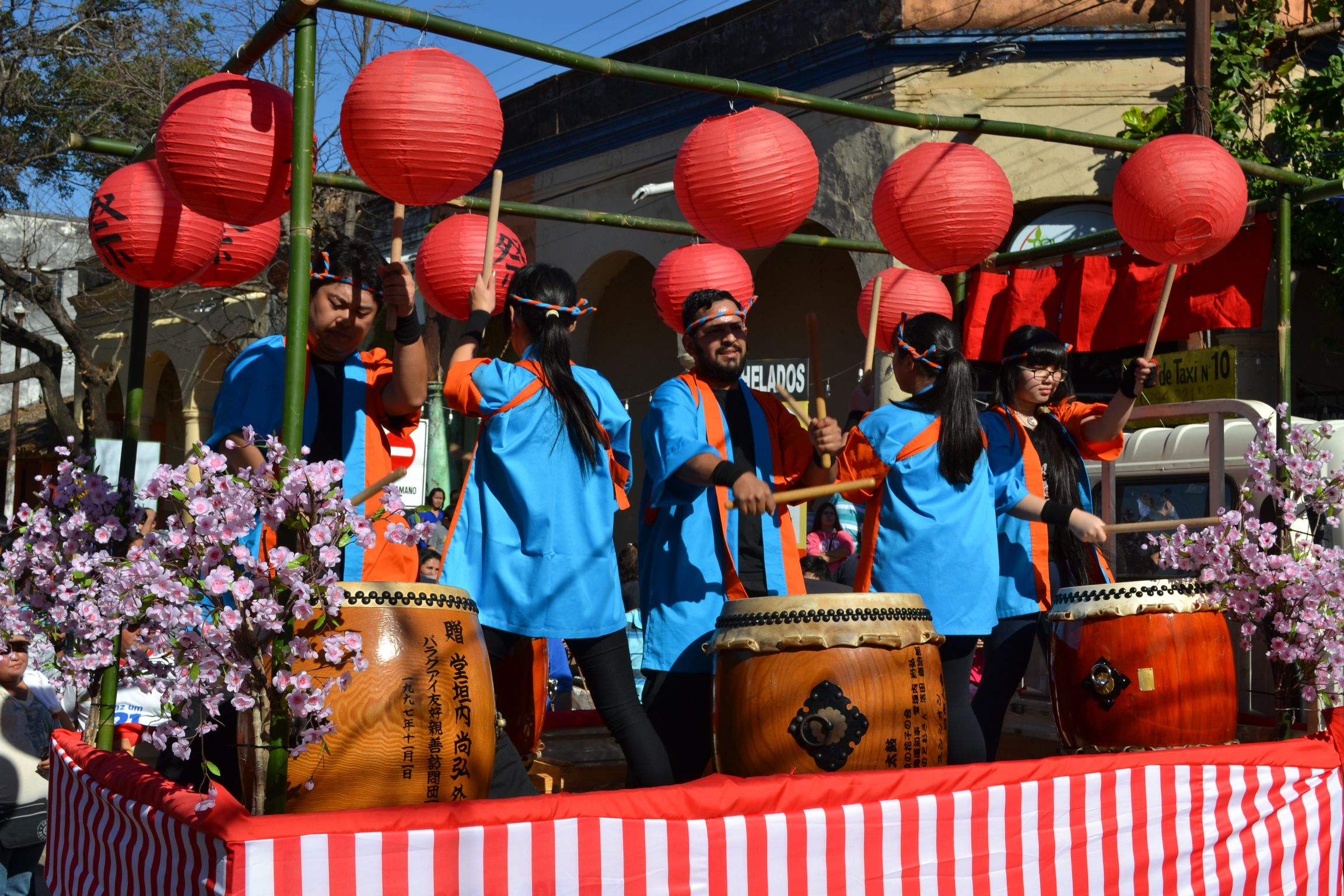
敲击太鼓的日裔巴拉圭人

日本与巴拉圭的一些大学签署了协定并成为姊妹院校，日本的横滨国立大学、带广畜产大学等大学已经和巴拉圭国立亚松森大学等高等学府成为了姊妹院校，國際協力機構也时常派遣人员前往巴拉圭开展政府開發援助项目。。日本千叶市亦与巴拉圭首都亚松森建立了姊妹城市关系。
日裔巴拉圭人前原弘道在亚松森郊区伊塔仿照日本城堡建造的前原城，也是南美洲唯一的日式城堡景点。